# Csekonics Pál
Csekonics Pál (18. század) birtokos, táblai ügyvéd, a Csekonicsok őse.

## Élete
A még polgári származású Csekonics család a 16. században költözött át a mai Horvátországból Magyarországra. Eredetileg Pavao Cekonic néven született, édesapja Csekonics Mátyás (Matija Cekonic), édesanyja Marics Judit. Jogi tanulmányai befejeztével Vas vármegyében kezdett dolgozni, Kőszegen tevékenykedett ügyvédként az 1740-es évek második felében. 1753. január 29.-én, Csekonics Pál, ügyvéd, kőszegi polgár nemességet és címert szerzett Mária Terézia magyar királynőtől. Miután a nemesi rendhez tartozott, igen hamar birtokokat szerzett Gasztony, Medves, Alsó- és Felsőrönök valamint Rábaszentmihály községekben. Ez a birtokcsoport eredetileg, felesége, Kanicsár Mária családjához tartozott. Egykor, hertelendi és vindornyalaki Hertelendy László özvegye, szentviszlói Deseő Krisztina, valamint lánya, Kanicsár Pál ügyvédné Hertelendy Julianna jutott hozzá 1721. április 3.-án
Csekonics Pál előlépett a kőszegi kerület táblai ügyvédjévé. Fia, József, később 1800-ban I. Ferenc magyar királytól birtokadományt szerzett és mégpedig előnevének megfelelően Torontál vármegye Zsombolya nevű községében.

## Családja
1754. május 22-én, Kőszegen vette feleségül nemes Kanicsár Máriát, Kanicsár Pál ügyvéd és hertelendi és vindornyalaki Hertelendy Júlia leányát. Két fiúgyermekükről lehet tudni:
- József (1757–1824) dandártábornok, neves lótenyésztő; első neje: Tempel Katalin (?–1803), második neje: pribéri és vuchini Jankovich Julianna (1782-1835),[5] Jankovich János hétszemélynök leánya
- Imre (1759–1830) vitéz katona, táblabíró; neje: Zechetner Teréz